# Hidenoyama Raigorō
Hidenoyama Raigorō (秀の山 雷五郎 en japonés, nacido en 1808 como Kikuda Tatsugorō (菊田 辰五郎 en japonés) y luego cambiado a Hashimoto Tatsugorō (橋本 辰五郎 en japonés) en Kesennuma, Mutsu, Japón; y fallecido el 19 de mayo de 1862) fue un luchador de sumo japonés. Fue el noveno yokozuna de este deporte. También fue conocido como Amatsukaze Kumoemon (天津風 雲右衞門 en japonés), Tatsugami Kumoemon (立神 雲右衞門 en japonés) e Iwamigata Jōemon (岩見潟 丈右衞門 en japonés).

## Carrera
En 1823, intentó hacer su debut, pero al principio fue completamente ignorado debido a su corta altura de sólo 1,51 m. Se unió a la Hidenoyama beya en 1827 e hizo su debut en marzo de 1828. Fue promovido a la división principal (makuuchi) en enero de 1837. Logró 30 victorias consecutivas y ganó el equivalente de seis campeonatos antes de que se estableciera el moderno sistema de yūshō. En makuuchi, ganó 112 combates y perdió 21 combates, registrando un porcentaje ganador de 84,2%.
Hidenoyama recibió una licencia de yokozuna en noviembre de 1847. Su altura de 1,64 m es la más baja entre todos los yokozuna en la larga historia del sumo. No fue uno de los mejores luchadores de su tiempo, pero recibió la licencia porque tenía patrocinadores influyentes. El ōzeki Tsurugizan Taniemon supuestamente entregó la licencia de yokozuna a Hidenoyama.

## Retiro del sumo
Después de su retiro, era un anciano conocido como Hidenoyama y luego produjo al yokozuna Jinmaku. Se desempeñó como juez (naka-aratame, shimpan moderno), pero esto le dio muchas oportunidades para tomar decisiones favorables a sus propios alumnos. En ese momento, había muchos luchadores de la división inferior y a veces se les obligaba a estar ausentes de los combates de sumo. Intentaron aumentar su número de combates de sumo. Tenía derecho a decidir su asistencia y rechazó esto, excluyendo a sus propios alumnos. Los otros luchadores de menor rango estaban enojados, acusándolo de parcialidad, y se declararon en huelga debido a sus prácticas en 1851. Fue la primera huelga en la historia del sumo. Finalmente se disculpó con ellos.

## Historial
1828
| Año (Honbasho) | Haru Basho (marzo) (ciudad de Tokio) | Fuyu Basho (octubre) (ciudad de Tokio) | Victorias / Derrotas / Ausencias / Empates / Retenciones |
| 1828           | ¿?                                   | ¿?                                     | ¿?                                                       |

1829
| Año (Honbasho) | Haru Basho (febrero) (ciudad de Tokio) | Fuyu Basho (octubre) (ciudad de Tokio) | Victorias / Derrotas / Ausencias / Empates / Retenciones |
| 1829           | ¿?                                     | ¿?                                     | ¿?                                                       |

1830
| Año (Honbasho) | Haru Basho (marzo) (ciudad de Tokio) | Fuyu Basho (noviembre) (ciudad de Tokio) | Victorias / Derrotas / Ausencias / Empates / Retenciones |
| 1830           | ¿?                                   | ¿?                                       | ¿?                                                       |

1831
| Año (Honbasho) | Haru Basho (febrero) (ciudad de Tokio) | Fuyu Basho (noviembre) (ciudad de Tokio) | Victorias / Derrotas / Ausencias / Empates / Retenciones |
| 1831           | ¿?                                     | ¿?                                       | ¿?                                                       |

1832
| Año (Honbasho) | Fuyu Basho (noviembre) (ciudad de Tokio) | Victorias / Derrotas / Ausencias / Empates / Retenciones |
| 1832           | ¿?                                       | ¿?                                                       |

1833
| Año (Honbasho) | Haru Basho (febrero) (ciudad de Tokio) | Fuyu Basho (noviembre) (ciudad de Tokio) | Victorias / Derrotas / Ausencias / Empates / Retenciones |
| 1833           | ¿?                                     | ¿?                                       | ¿?                                                       |

1834-1835
| Año (Honbasho) | Haru Basho (enero) (ciudad de Tokio) | Fuyu Basho (noviembre) (ciudad de Tokio) | Victorias / Derrotas / Ausencias / Empates / Retenciones |
| 1834           | ¿?                                   | ¿?                                       | ¿?                                                       |
| 1835           | Jūryō 8 Oeste 3 - 4 - 2e             | Jūryō 6 Oeste 0 - 2 - 2e                 | 3 - 6 - 4e                                               |

1836
| Año (Honbasho) | Haru Basho (febrero) (ciudad de Tokio) | Fuyu Basho (noviembre) (ciudad de Tokio) | Victorias / Derrotas / Ausencias / Empates / Retenciones |
| 1836           | Jūryō 5 Oeste 3 - 1                    | Jūryō 3 Oeste 5 - 2 - 1e                 | 8 - 3 - 1e                                               |

1837
| Año (Honbasho) | Haru Basho (enero) (ciudad de Tokio) | Fuyu Basho (octubre) (ciudad de Tokio) | Victorias / Derrotas / Ausencias / Empates / Retenciones |
| 1837           | Maegashira 7 Oeste 4 - 1 - 5         | Maegashira 4 Oeste 0 - 3 - 5 - 2e      | 4 - 4 - 10 - 2e                                          |

1838
| Año (Honbasho) | Haru Basho (febrero) (ciudad de Tokio) | Fuyu Basho (octubre) (ciudad de Tokio) | Victorias / Derrotas / Ausencias / Empates / Retenciones |
| 1838           | Maegashira 4 Oeste 3 - 0 - 3           | Maegashira 4 Oeste 8 - 0 - 1 - 1r      | 11 - 0 - 4 - 1r                                          |

1839
| Año (Honbasho) | Haru Basho (marzo) (ciudad de Tokio) | Fuyu Basho (noviembre) (ciudad de Tokio) | Victorias / Derrotas / Ausencias / Empates / Retenciones |
| 1839           | Maegashira 1 Oeste 7 - 0 - 2 - 1e    | Komusubi 1 Oeste 6 - 0 - 2 - 2e          | 13 - 0 - 4 - 3e                                          |

1840
| Año (Honbasho) | Haru Basho (febrero) (ciudad de Tokio) | Fuyu Basho (octubre) (ciudad de Tokio) | Victorias / Derrotas / Ausencias / Empates / Retenciones |
| 1840           | Sekiwake 1 Oeste 7 - 1 - 1 - 1e        | Sekiwake 1 Oeste 5 - 1 - 2 - 2e        | 12 - 2 - 3 - 3e                                          |

1841
| Año (Honbasho) | Haru Basho (enero) (ciudad de Tokio) | Fuyu Basho (noviembre) (ciudad de Tokio) | Victorias / Derrotas / Ausencias / Empates / Retenciones |
| 1841           | Ōzeki 1 Oeste 6 - 1 - 2 - 1e         | Ōzeki 1 Oeste 5 - 2 - 1e                 | 11 - 3 - 2 - 1e                                          |

1842
| Año (Honbasho) | Haru Basho (febrero) (ciudad de Tokio) | Fuyu Basho (octubre) (ciudad de Tokio) | Victorias / Derrotas / Ausencias / Empates / Retenciones |
| 1842           | Ōzeki 1 Oeste 3 - 2 - 1 - 4e           | Sekiwake 1 Oeste 5 - 1 - 1 - 3e        | 8 - 3 - 2 - 7e                                           |

1843-1844
| Año (Honbasho) | Haru Basho (enero) (ciudad de Tokio) | Fuyu Basho (octubre) (ciudad de Tokio) | Victorias / Derrotas / Ausencias / Empates / Retenciones |
| 1843           | Sekiwake 1 Oeste 5 - 0 - 4 - 1e      | Sekiwake 1 Oeste 5 - 1 - 3 - 1e        | 10 - 1 - 7 - 2e                                          |
| 1844           | Sekiwake 1 Oeste 5 - 1 - 2 - 2e      | Ōzeki 1 Oeste 8 - 0 - 2                | 13 - 1 - 4 - 2e                                          |

1845-1847
| Año (Honbasho) | Haru Basho (marzo) (ciudad de Tokio) | Fuyu Basho (noviembre) (ciudad de Tokio) | Victorias / Derrotas / Ausencias / Empates / Retenciones |
| 1845           | Ōzeki 1 Oeste 6 - 0 - 2 - 2e         | Ōzeki 1 Oeste 6 - 1 - 2 - 1e             | 12 - 1 - 4 - 3e                                          |
| 1846           | Ōzeki 1 Oeste 2 - 0 - 7 - 1e         | Ōzeki 1 Oeste 0 - 0 - 10                 | 2 - 0 - 17 - 1e                                          |
| 1847           | Ōzeki 1 Oeste 3 - 3 - 1 - 3e         | Ōzeki 1 Oeste 4 - 0 - 3 - 3e             | 7 - 3 - 4 - 6e                                           |

1848
| Año (Honbasho) | Haru Basho (enero) (ciudad de Tokio) | Fuyu Basho (noviembre) (ciudad de Tokio) | Victorias / Derrotas / Ausencias / Empates / Retenciones |
| 1848           | Ōzeki 1 Oeste 4 - 2 - 3 - 1e         | Ōzeki 1 Oeste 5 - 2 - 1 - 1e - 1r        | 9 - 3 - 5 - 2e - 1r                                      |

1849-1850
| Año (Honbasho) | Haru Basho (marzo) (ciudad de Tokio) | Fuyu Basho (noviembre) (ciudad de Tokio) | Victorias / Derrotas / Ausencias / Empates / Retenciones |
| 1849           | Ōzeki 1 Oeste 0 - 0 - 10             | Ōzeki 1 Oeste 0 - 0 - 10                 | 0 - 0 - 20                                               |
| 1850           | Ōzeki 1 Oeste 0 - 0 - 10             | —                                        | 0 - 0 - 10                                               |